# Arhiv Srba u Hrvatskoj
Arhiv Srba u Hrvatskoj u Zagrebu je središnja manjinska ustanova odgovorna za očuvanje arhivske građe vezane uz Srbe u Hrvatskoj. Arhiv prikuplja materijale povezane s poviješću Srba u Hrvatskoj kako bi pružio veću dostupnost i očuvanje postojeće građe na jednom mjestu.
Ustanova je osnovana 2006. godine od strane Srpskog narodnog vijeća, izabranog političkog, savjetodavnog i koordinacijskog tijela i kulturne organizacije Srpsko kulturno društvo "Prosvjeta". Arhiv djeluje uz stručni nadzor Hrvatskog državnog arhiva, dio je Hrvatskog arhivskog informacijskog sustava i u radu se vodi standardima Međunarodnog standarda za opis ustanova s arhivskom građom (ISDIAH). Arhiv je glavni nakladnik recenzirane znanstvene publikacije Tragovi: časopis za srpske i hrvatske teme.

## Povijest
Arhiv se u početku fokusirao na prikupljanje dokumentacije vezane uz rad Srpskog narodnog vijeća, ali je tijekom godina proširio svoj opseg kako bi obuhvatio širok spektar materijala o povijesti Srba u Hrvatskoj, uključujući materijale koje arhivu daruju obitelji, pojedinaci kao i preslike najvažnijih dokumenata iz drugih institucija. Arhiv je u početku vodio Filip Škiljan. 2008. godine Hrvatski državni arhiv je instituciji dodijelio licencu, prepoznajući ga kao stvaratelja arhivske građe.
Od 2018. godine Arhiv Srba u Hrvatskoj suizdaje časopis Tragovi. Ovaj akademski časopis, čiji je urednik Dejan Jović, fokusira se na odnose Hrvatske i Srbije, Hrvata i Srba, te pokriva povijesne, političke, pravne, ekonomske, kulturne i druge teme. Arhiv je 2020. godine organizirao konferenciju povodom obilježavanja 25. godišnjice potpisivanja Erdutskog sporazuma.

## Zbirke i pristup
Arhiv Srba u Hrvatskoj čuva originalne materijale nastale radom Srpskog narodnog vijeća (od 1997. godine), raznih organizacija i istaknutih pojedinaca. 2023. godine arhiv je čuvao između 110 i 120 metara arhivske građe. Arhiv čuva dokumentaciju o radu organizacija poput Srpskog demokratskog foruma, Samostalne demokratske srpske stranke, Srpske pravoslavne crkve u Hrvatskoj, Zajedničkog vijeća općina i drugih.
Ustanova posjeduje osobne zbirke istaknutih pojedinaca kao što su Divna Zečević, Milorad Pupovac, Svetozar Livada, Slavko Goldstein, Vojin Bakić i drugi. Arhiv čuva audiovizualne materijale, uključujući usmene povijesti događaja značajnih za političku i kulturnu povijest Srba u Hrvatskoj. Osim toga, arhiv sadrži značajne materijale vezane uz Narodnooslobodilačku borbu tijekom Drugog svjetskog rata, materijale vezane uz ratove 1990-ih godina, te knjižnicu s nekoliko tisuća knjiga i opsežnu zbirku novinskih materijala iz srpske zajednice, uključujući publikacije poput Novosti, Prosvjeta, Ljetopis SKD Prosvjeta, Bijela pčela, Artefakati i Identitet.